# Eueretagrotis attentus
Eueretagrotis attentus (tên tiếng Anh: Attentive Dart hoặc Daggered Heath Dart) là một loài bướm đêm thuộc họ Noctuidae. Nó được tìm thấy ở Nova Scotia đến Saskatchewan và gần các bang phía bắc, phía nam dãy Appalachian đến Vườn quốc gia Great Smoky Mountains (North Carolina và Tennessee). Cũng có ghi nhận loài này ở bắc Georgia.
Sải cánh dài 30–35 mm. Con trưởng thành bay từ tháng 6 đến tháng 8. Có một lứa một năm.
Ấu trùng ăn Vaccinium, Salix, Betula alleghaniensis, Sambucus và Fragaria.